# Kepler-298 d
Kepler-298 d è un pianeta extrasolare che orbita attorno alla stella Kepler-298, una nana arancione di classe K situata 1500 anni luce dal sistema solare. Situato nella zona abitabile della propria stella, è stato scoperto nell'ambito della missione Kepler con il metodo del transito non è conosciuta la massa, anche se con un raggio 2,5 volte quello della Terra, si pensa possa essere una super Terra o un mininettuno (o nano gassoso).
Il Planetary Habitability Laboratory di Arecibo calcola una temperatura di equilibrio di 271 K (-2 °C), che sale, considerato un effetto serra simile a quello terrestre, a 322 K (49 °C), con un ESI, l'indice di similarità con la Terra, pari a 0.68.
Secondo diversi studi avvenuti negli anni 2010, come quelli di Helmut Lammer e Leslie A. Rogers, i pianeti con raggio superiore a 1,6 o 2 r⊕ (come Kepler-298 d) sono nella maggior parte dei casi dei mininettuno, circondati da uno strato di gas leggeri come idrogeno ed elio, e non avere quindi una superficie solida.